# 平島安久
平島 安久（ひらしま あんきゅう）は、長野県諏訪市出身の政治家。長野県県会議員。

## 親族
- 娘義父・北澤國男：東洋バルヴ創業者、勲三等珠宝章。
- 義息子・北澤利男：北澤バルブ創業者、勲三等珠宝章。